# Meaux-i meglepetés

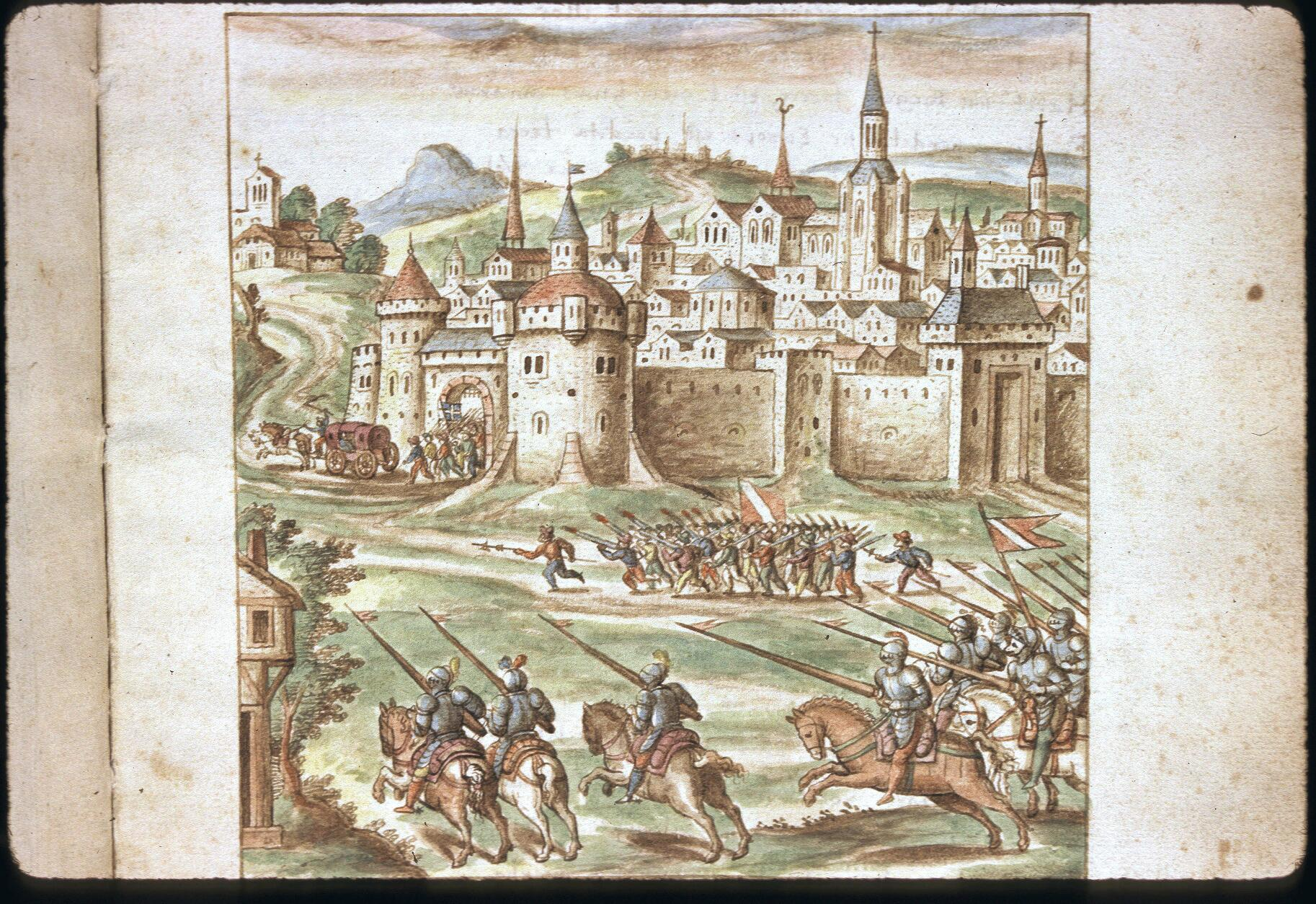
A protestánsok IX. Károlyra támadnak Meaux-nál.
A Carmen de tristibus Galliae miniatúrája 1577-ből (Bibliothèque municipale de Lyon, ms. 0156, 13. folio.

A meaux-i meglepetés (franciául la surprise de Meaux) vagy meaux-i csata (la bataille de Meaux) a francia vallásháborúk időszakának egyik fontos eseménye, a második vallásháború kirobbanásának közvetlen kiváltója. A hugenották vezetői 1567. szeptember 28-án katonai erővel megkísérelték elfogni az anyakirályné vidéki kastélyában tartózkodó fiatal IX. Károly francia királyt, hogy saját befolyásuk alá vonják. Törekvésük nem járt sikerrel, de a fellépés nyomán – illetve az ettől függetlenül, egy napra rá kitörő nîmes-i Michelade-mészárlás következtében – országszerte fellángolt a felekezeti erőszak.

## Előzmények
A hugenották a háttérben maradó I. Louis de Bourbon-Condé vezetésével először 1560-ban próbálkoztak II. Ferenc király elrablásával, hogy kiszabadítsák a túlzottnak vélt katolikus befolyás alól (amboise-i összeesküvés). A terv kudarcot vallott és véres megtorlások követték. Az uralkodó még abban az évben meghalt, és trónra lépő öccse, IX. Károly mellett az anyakirályné, Medici Katalin dominálta a kormányzatot. A régenssé előlépő Katalin mérsékelt katolikus politikát képviselt és alattvalói megbékítésére törekedett Michel de L’Hospital kancellárra támaszkodva. Az 1562-ben kiadott saint-germaini ediktum a városokon kívül engedélyezte a protestáns vallásgyakorlatot, ám a hugenották ezt kevesellték, a szélsőséges katolikusokat vezető François de Guise herceg csapatai pedig rövidesen rátámadtak egy illegális gyülekezetükre (wassyi mészárlás), kirobbantva az első vallásháborút. Az összecsapás 1563-ban ért véget, miután Guise és párthíve, Saint-André marsall meghalt, a katolikus főparancsnok, Anne de Montmorency herceg pedig Condéhoz hasonlóan fogságba esett.
A lehetőséget megragadva a régenskormányzat amnesztiát adott Condénak és az amboise-i ediktumban megismételte a saint-germaini feltételeket, majd 1564 januárja és 1566 májusa között az udvar országjáró körútra indult (ld. IX. Károly nagy körutazása) a királyi hatalom demonstrálása, illetve a felekezeti béke kikényszerítése érdekében. Ebben az időszakban háttérbe szorultak a főként Guise-házi hercegek által képviselt szélsőséges katolikusok. A régenskirálynő igyekezett vele azonos nézeteket képviselő embereket pozícióba juttatni (Vieilleville és Bourdillon marsallok, illetve több olasz származású udvaronc, így Marie-Catherine Pierrevive és fia, Albert de Gondi, a királyi kamara első nemese, Renato da Birago lyoni helytartó vagy Ludovico Gonzaga-Nevers herceg), ugyanakkor a király fiatal, de ambiciózus öccse, Anjou hercege – a későbbi III. Henrik – is egyre nagyobb szerepet kapott az udvarban. A radikálisabb katolikusokhoz húzó herceg konfliktusba is került Condéval, aki befolyása csökkenését látva elhagyta az udvart.
1566-ban kitört Németalföldön a protestáns hollandok képromboló színezetű felkelése, amivel a hugenották is szimpatizáltak. Németalföld ura, II. Fülöp spanyol király, IX. Károly sógora a Milánói Hercegségen keresztül a francia keleti határ mentén küldött hadsereget a felkelés leverésére Alba hercege vezetésével. Bár a Habsburgok és Valois-k itáliai háborúi 1559-ben véget értek, a régenskormányzat jobbnak látta svájci kompániákat toborozni egy esetleges spanyol támadásra készülve. Mindez rendkívüli módon nyugtalanította a hugenottákat, mivel nem tudhatták, hogy Fülöp kormányzata az 1565-ös bayonne-i találkozón elutasította a spanyol–francia szövetség szorosabbra fűzését, méghozzá épp a franciák túlzott toleranciájára hivatkozva – számukra a felvonuló spanyol és a francia seregek egyaránt fenyegetőnek tűntek.

## A meglepetés és következményei
A király elrablásának gondolata a hugenottákat vezető Coligny-k körében fogalmazódott meg – elsődlegesen II. Gaspard de Coligny admirális öccsét, François de Coligny d’Andelot-t és annak sógornőjét, a házastársi viszálya folytán a katolikus egyházból kiközösített, így hugenottákhoz csatlakozó Guyonne de Rieux lavali grófnőt valószínűsítik mint ötletgazdákat. (Utóbbit az események nyomán még 1567-ben fő- és jószágvesztésre ítélték, de végül állítólagos elmebajára való tekintettel felmentést kapott; év végén lavali kastélyába visszahúzódva halt meg). Condé hercege végül arra hivatkozva, hogy meg kell szabadítani a királyt a káros külföldi (azaz itáliai) befolyástól, szeptember 28-án katonáival elfoglaltatta az anyakirálynő montceaux-i kastélyát Meaux közelében. Az itt tartózkodó király és édesanyja alig tudott megmenekülni a protestánsok elől.
A terv tehát kudarcot vallott, de következményei súlyosak voltak, mivel újra kitört a vallásháború: a megtorlástól tartó hugenották országszerte fellázadtak, több várost uralmuk alá hajtva, Condé hadai pedig blokád alá vették Párizst, hogy kiéheztetéssel kényszerítsék megadásra a régenskormányzatot. Innen a főként helyi önkéntesekből toborzott királyi hadsereg november 10-én űzte el Condé ostromlóit a saint-denis-i csata során, amikor a katolikusokat vezető Montmorency connétable elesett. A külföldi hatalmak beavatkozásától kísért háború ezzel még nem ért véget, de megfelelő anyagi források híján mindkét tábor hajlott az ideiglenes megegyezésre. 1568 márciusában így a katolikus François de Montmorency marsall, az elesett főparancsnok fia és Odet de Coligny, a hugenottává lett bíboros tárgyalásai nyomán megkötötték a longjumeau-i békét. Ez elvben helyreállította a status quo-t, de a gyakorlatban csak felkészülési időt adott a két tábornak a küzdelem folytatására. Ennek nyomán már a nyáron kitört a harmadik vallásháború.
A meaux-i meglepetés súlyosan megtépázta a békepolitika fő támasza, Michel de L’Hospital tekintélyét, egyben megnövelte a Guise-ház befolyását. A szélsőséges katolikusok a longjumeau-i békét szégyenteljesnek tartották, vezetőik pedig nyíltan inzultálták a kancellárt a királyi tanácsban. A hugenottapártinak kikiáltott L’Hospital helyzete tarthatalanná vált, így a harmadik háború kitörése nyomán visszaadta a királyi pecséteket (kancellárságáról hivatalosan csak 1573-ban mondott le), Medici Katalin – ezáltal IX. Károly – pedig elköteleződött a harcos katolikus politika mellett.

## Fordítás
Ez a szócikk részben vagy egészben  a   Surprise de Meaux című francia Wikipédia-szócikk ezen változatának fordításán alapul.  Az eredeti cikk szerkesztőit annak laptörténete sorolja fel. Ez a jelzés csupán a megfogalmazás eredetét és a szerzői jogokat jelzi, nem szolgál a cikkben szereplő információk forrásmegjelöléseként.